# Krzysztof Haller
Krzysztof Haller – olbornik i rajca olkuski w latach 1548–1566.